# Annaberg
Annaberg foi um distrito (kreis ou landkreis) da Alemanha até 31 de julho de 2008. Estava localizado na região de Chemnitz, no estado da Saxônia.

## Cidades e Municípios
O distrito estava subdividido nas seguintes cidades e municípios:
| Cidades | Municípios                                                                                            |
| --- | --- |
| 1. Annaberg-Buchholz 2. Ehrenfriedersdorf 3. Elterlein 4. Geyer 5. Jöhstadt 6. Oberwiesenthal 7. Scheibenberg 8. Schlettau 9. Thum | 1. Bärenstein 2. Crottendorf 3. Gelenau 4. Königswalde 5. Mildenau 6. Sehmatal 7. Tannenberg 8. Wiesa |